# Shahrestān-e Shāhrūd
Shahrestān-e Shāhrūd (persiska: شهرستان شاهرود, شاهرود) är en delprovins (shahrestan) i Iran.   Den ligger i provinsen Semnan, i den nordöstra delen av landet, 400 km öster om huvudstaden Teheran.
Delprovinsen hade 218 628 invånare 2016.